# SOULSOUP
「SOULSOUP」（ソウルスープ）は、2023年12月13日にポニーキャニオン内のIRORI Recordsより配信された、日本のバンド・Official髭男dismの楽曲。

## 背景
2023年10月30日、同年12月22日に公開されたアニメ映画『劇場版 SPY×FAMILY CODE: White』の主題歌にバンドが『SOULSOUP』を書き下ろしたことが発表された。同作へのタイアップはアニメSeason1 第1クールのオープニングテーマに起用された『ミックスナッツ』以来2度目である。同時に楽曲を使用した映画の予告動画が公開され、楽曲の一部が聞くことができる。
11月22日、本楽曲の配信が12月13日に開始されることが発表された。森本千絵（goen°＿）がアートディレクターを担当した配信のジャケットワークも公開された。
12月8日、楽曲の特設サイトが新設され、ティザー映像が公開された。12月13日から行われる旧譜キャンペーンの内容も明らかになった。
12月11日、メンバーの楢﨑誠がパーソナリティを務めるラジオ番組『ロヂウラベース』（FM FUJI）にて楽曲のフルサイズが初解禁された。

## リリース
前作『Chessboard/日常』より3ヶ月ぶりのリリース。
5月7日、「Official髭男dism Live at Radio」のMCで、本楽曲が収録されるメジャー3rdアルバム『Rejoice』がリリースされることが発表された。

## ミュージック・ビデオ
12月13日にYouTubeにて公開された。メンバー達がラーメン厨房で料理人の見習いに扮し、個性的な客とストーリーを繰り広げる。ミュージック・ビデオ中には演奏シーンやAC部によるアニメーションシーンも収められている。監督は「イエスタデイ」でもタッグを組んだ田辺秀伸。
2024年1月17日にミュージック・ビデオのメイキング映像がYouTubeで公開された。

## 収録曲
| #  | タイトル     | 作詞・作曲 | 編曲             | 時間 |
| -- | ------------ | ---------- | ---------------- | ---- |
| 1. | 「SOULSOUP」 | 藤原聡     | Official髭男dism | 5:14 |

## タイアップ
- 映画『劇場版 SPY×FAMILY CODE: White』主題歌[6][7]
- Spotify『劇場版SPY×FAMILY CODE: White』コラボCMソング[12]

## カバー
- RAISE A SUILEN［レイヤ（Raychell）］ - 2024年6月20日にゲーム『バンドリ! ガールズバンドパーティ!』に追加収録。